# Достижимое состояние

## Определение
Пусть {\displaystyle \{X_{n}\}_{n\in \mathbb {N} }} — однородная цепь Маркова с дискретным временем. Состояние {\displaystyle j} называется достижи́мым из состояния {\displaystyle i}, если существует {\displaystyle n=n(i,j)} такое, что
{\displaystyle p_{ij}^{(n)}\equiv \mathbb {P} (X_{n}=j\mid X_{0}=i)>0}.
Пишут {\displaystyle i\rightarrow j}.

## Сообщающиеся состояния
- Состояния {\displaystyle i} и {\displaystyle j} называются сообща́ющимися[1], если {\displaystyle i\rightarrow j} и {\displaystyle j\rightarrow i}. Пишем: {\displaystyle i\leftrightarrow j}.
- Свойство сообщаемости порождает на пространстве состояний отношение эквивалентности. Порождаемые классы эквивалентности называются неразложи́мыми кла́ссами. Если цепь Маркова такова, что её состояния образуют лишь один неразложимый класс, то она называется неразложи́мой.
- Состояния, принадлежащие одному и тому же неразложимому классу, либо все возвратные, либо все невозвратные. Таким образом неразложимый класс целиком либо возвратен, либо невозвратен. Наконец, неразложимая цепь Маркова либо целиком возвратна, либо целиком невозвратна.

## Примеры
- Пусть {\displaystyle \{X_{n}\}_{n\geq 0}} — цепь Маркова с тремя состояниями {\displaystyle \{1,2,3\}}, и её матрица переходных вероятностей имеет вид

{\displaystyle P=\left({\begin{matrix}0.5&0.5&0\\0.1&0.9&0\\0&0&1\end{matrix}}\right).}
Состояния этой цепи образуют два неразложимых класса: {\displaystyle \{1,2\}} и {\displaystyle \{3\}}. В частности, {\displaystyle 1\leftrightarrow 2}, но {\displaystyle 1\not \rightarrow 3} и {\displaystyle 3\not \rightarrow 1}.
- Цепь Маркова, задаваемая матрицей переходных вероятностей

{\displaystyle P=\left({\begin{matrix}0&1&0\\0&0&1\\1&0&0\end{matrix}}\right)},
неразложима.